# Dzwonkówka czarnoostrzowa
Dzwonkówka czarnoostrzowa (Entoloma linkii (Fr.) Noordel.) – gatunek grzybów z rodziny dzwonkówkowatych (Entolomataceae).

## Systematyka i nazewnictwo
Pozycja w klasyfikacji według Index Fungorum: Entoloma, Entolomataceae, Agaricales, Agaricomycetidae, Agaricomycetes, Agaricomycotina, Basidiomycota, Fungi.
Po raz pierwszy opisał go w 1818 r. Elias Fries, nadając mu nazwę Agaricus linkii. W 1982 r. Machiel Evert Noordeloos przeniósł go do rodzaju Entoloma. Pozostałe synonimy:
- Hyporrhodius linkii (Fr.) Fr. 1827
- Leptonia linkii (Fr.) Quél. 1886
- Rhodophyllus linkii (Fr.) Quél. 1886

Polską nazwę zarekomendował w 2003 r. Władysław Wojewoda.

## Występowanie i siedlisko
W Polsce podano jedno stanowisko i to dawno (F. Kaufmann w Elblągu w 1917 r.). Do 2025 r. nie podano następnych. Według W. Wojewody jest to być może gatunek na terenie Polski wymarły.
Grzyb naziemny, prawdopodobnie mykoryzowy.